# 马克斯·冯·劳厄
马克斯·冯·劳厄（德語：Max von Laue，1879年10月9日—1960年4月24日），德国物理学家，因发现晶体中X射线的衍射现象而获得1914年诺贝尔物理学奖。

## 生平
1879年10月9日，马克斯·劳厄出生于普魯士萊茵省科布伦茨附近的普法芬多夫（Pfaffendorf），父亲是德国的一位军队官员并于1913年获得世袭贵族称号，马克斯·劳厄也随之改称马克斯·冯·劳厄。由于父亲经常被派到不同的城市工作，马克斯·冯·劳厄的童年前后在布兰登堡、汉堡的阿尔托纳（Altona）、波兹南、柏林和斯特拉斯堡度过。
1898年中学毕业后，冯·劳厄服了一年的兵役，接着开始在斯特拉斯堡大学学习数学、物理和化学，不久后转学到了哥廷根大学，主要研究光学，并受到物理学家沃耳德玛·福格特和马克斯·亚伯拉罕以及数学家大卫·希尔伯特的重要影响。此后，冯·劳厄又在慕尼黑大学学习过一个学期，1902年转去柏林洪堡大学，在马克斯·普朗克手下工作。冯·劳厄在柏林洪堡大学听了奥托·卢默尔关于干涉谱线和热辐射的课程，这些内容的影响体现在了冯·劳厄关于平面平行板中干涉现象的博士论文中。1903年，冯·劳厄在柏林洪堡大学获得博士学位，导师是马克斯·普朗克，此后他又去了哥廷根大学两年，1905年回到柏林，成为普朗克在理论物理学研究所的助手，研究熵在辐射领域的应用以及光波相干性的热动力特征。
1906年，冯·劳厄获得大学任教资格后，开始研究爱因斯坦的相对论，1907年利用光学实验证明了爱因斯坦的速度叠加理论。冯·劳厄从1909年起在慕尼黑大学的理论物理学研究所任教光学、热动力学和相对论。1912年，冯·劳厄成为苏黎世大学的物理学教授。1914年他又去了法兰克福，1916年起加入了维尔茨堡大学的战时研究工作，从事用于电报和无线通信的真空管研究。1919年，冯·劳厄被任命为柏林洪堡大学的物理学教授，他回到柏林任教直到1943年，自1934年起，他又是柏林帝国物理技术学院的顾问。

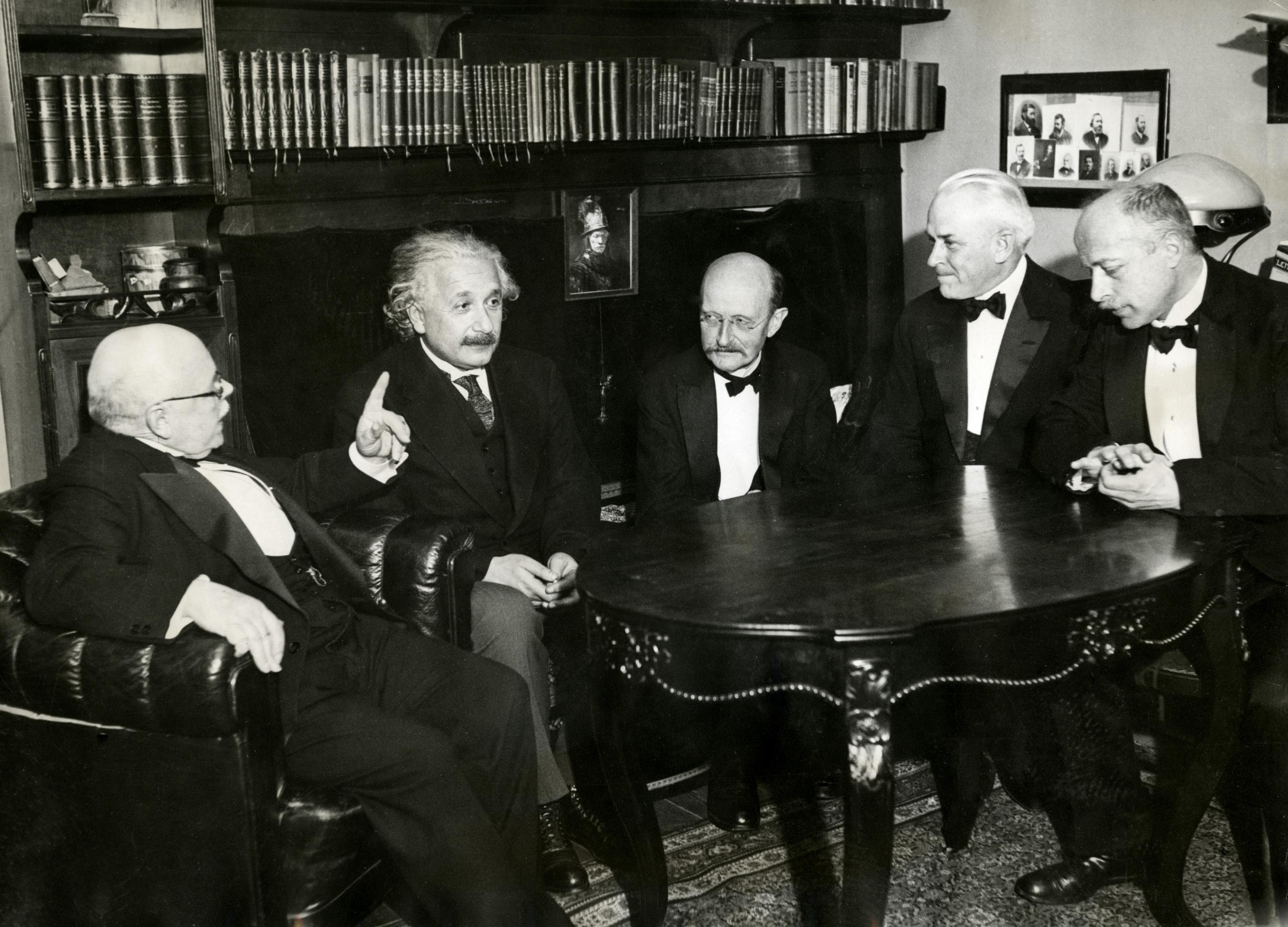
1931年11月11日，柏林的馮·勞厄家中的聚会，左起为瓦爾特·能斯特、阿尔伯特·爱因斯坦、马克斯·普朗克、羅伯特·密立根和馬克斯·馮·勞厄，1850-1950這百年是德語和德國科技的巔峰時期

1917年，当物理研究所在柏林建立时，爱因斯坦担任主任，而冯·劳厄则任副主任，负责研究所的大部分管理工作，与德国的科学研究接触紧密，在这段时期及以后，冯·劳厄对德国科学研究的发展起到了重要的作用。柏林在二战中被炸后，1944年，冯·劳厄随着物理研究所一起搬迁到了黑欣根，并一直在那里工作到1945年，其间，他致力于《物理学历史》（Geschichte der Physik）一书的撰写，这本书先后共出版了四版，被从德语翻译成其他7种语言。冯·劳厄在黑欣根迎接了法国军队的到来，并被一项英美联合任务被扣留去了英国，一同被拘留的共有10位德国核物理学家，直到1946年获释。在英国期间，冯·劳厄写了一篇关于X射线衍射时的低吸收的论文，于1948年贡献给了在哈佛大学的国际晶体学家联盟。1946年，他作为马克斯·普朗克研究所的执行主任前往哥廷根，任哥廷根大学的名誉教授。
1951年，馮勞厄被選為馬克斯普朗克學會在柏林的弗里茨哈伯物理化學研究所主任，與格哈德·波爾曼（Gerhard Borrmann）合作，從事X射線光學的多項研究，直到1958年才退休。
1960年4月8日，馮勞厄在駕車前往實驗室的途中發生交通事故，一位剛學會駕駛的摩托車手與馮勞厄的汽車相撞，摩托車手當場死亡，馮勞厄的汽車翻轉，他被消防隊員從車下救出。雖然剛開始他看上去從傷病中逐漸恢復，但仍舊在1960年4月24日去世，時年80歲。
馮勞厄晚年曾受到憂鬱症的困擾，感覺受到他不喜歡的其他科學家和軍方的迫害，不過最終他成功克服了憂鬱症，重新回到了充滿榮譽感和快樂的生活中。他不是一位藝術家，但卻十分愛好各種藝術，尤其是古典音樂，他閱讀廣泛的歷史和科學哲學書籍。馮勞厄還愛好帆船、滑雪、登山和騎摩托車，他經常和他的科學家朋友們登山遊覽阿爾卑斯山。馮勞厄在柏林是一個出名的摩托車手，起初他是騎摩托車去大學授課，後來才改駕汽車，因為他喜歡高速的感覺，但卻從未發生過意外，直到結束他生命的那次交通事故。

## 科学研究
冯·劳厄的科学研究涉及的范围很广。在他的早期研究中，他对爱因斯坦的相对论非常感兴趣，1907年至1911年间发表了8篇关于相对论应用的论文，1911年出版了一本关于狭义相对论的著作，1921年又出版了另一本关于广义相对论的著作，两本书都再版多次。
冯·劳厄最著名的研究是发现了晶体中的X射线衍射现象，借此不仅证明了X射线的波特性，也证明了晶体的晶格结构。凭借这一研究成果，冯·劳厄获得了1914年的诺贝尔物理学奖。冯·劳厄的这一发现源自于他对光波通过周期性结晶颗粒问题的讨论，他得出一个想法，电磁射线的波长越短，正如X射线所呈现的那样，会在某种介质中引起衍射或者干涉现象，而晶体则正是这样一种介质。虽然当时参与讨论的他的同事Sommerfeld和W. Wien等对此提出了反对意见，但是索莫菲爾德（Sommerfeld）的助手W. Friedrich与P. Knipping对此进行了实验，在经历了几次失败后，终于成功证明了这一想法的正确性。冯·劳厄给出了这一现象的数学公式，并于1912年发表了这一发现。这是固体物理学中具有里程碑意义的发现，从此，人们可以通过观察衍射花纹研究晶体的微观结构，并且对生物学、化学、材料科学的发展都起到了巨大的推动作用，例如1953年詹姆斯·沃森和佛朗西斯·克里克就是通过X射线衍射方法得到了DNA分子的双螺旋结构。
冯·劳厄的另一项重要贡献是对超导问题的研究，完成于他任柏林洪堡大学理论物理学教授期间。这一时期，Walther Meissner正在柏林帝国物理技术学院研究许多金属在相当于液氦温度时呈现的电阻消失现象，冯·劳厄在1932年对这一现象作出了解释，破坏超导性的磁场阈值依物体形状的不同而改变，因为磁场是在超导状态建立后才形成的，磁场由所用金属表面的超导电流引起。这一解释得到了确认，并为Meissner随后对超导体消除其内部整个磁场的发现开创了道路，并成为F. London和H. London的超导理论的基础。冯·劳厄与F. London和H. London一同发表了一篇论文，他在1937年至1947年间总共发表了12篇相关论文和一本著作。
冯·劳厄为德国科学研究的发展作出了重要的贡献，他对普鲁士有着一种深深的爱，对公正和公平有着强烈的责任感。在希特勒和纳粹统治时期，冯·劳厄冒着受到谴责和人身伤害的危险，始终坚持科学真理，支持不被纳粹党所接受的相对论。冯·劳厄一直支持爱因斯坦，支持相对论和量子理论，反对受到纳粹影响的20世纪上半叶的“德国物理学”。当爱因斯坦退出柏林学会时，柏林学会的副主席宣称爱因斯坦的退出对学会没有损失，此时学会内仅有冯·劳厄一人提出了抗议。
二战结束后，冯·劳厄积极参与到组建新的德国物理学机构中，1946年至1949年担任新组建的英国占领区内的德国物理学会主席，他还参与了德意志联邦共和国多家物理学会合并成为德国物理学会联盟，和不伦瑞克的联邦物理学技术学院的新建。1951年，冯·劳厄任马克斯·普朗克学会弗里茨·哈伯研究所（柏林）的主任，此外他还是柏林自由大学校委会的荣誉成员，1958年获得该校的荣誉博士学位。

## 荣誉
冯·劳厄曾获得过包括马克斯·普朗克奖章在内不计其数的荣誉。他获得了波恩大学、斯图加特大学、慕尼黑大学、柏林大学、曼彻斯特大学和芝加哥大学的荣誉博士学位，是俄罗斯学会、柏林科学学会、德国物理学会、法国物理学会、法国矿物学和晶体学会的成员。他也是马克斯·普朗克学会的荣誉议员，德国伦琴学会的荣誉成员，哥廷根、慕尼黑、都灵、斯德哥尔摩、罗马、马德里等科学学会以及伦敦皇家学会的会员。1948年成为国际晶体学家联盟的荣誉主席，1952年获得骑士勋章，1953年获得大十字勋章。
为了纪念冯·劳厄，法国格勒诺布尔的劳厄-朗之万研究所以他和另一名法国物理学家保罗·朗之万的名字共同命名。
1979年，德意志民主共和国曾发行一枚特种邮票，以纪念冯·劳厄诞辰100周年。